# Fabio D’Elia
Fabio D’Elia (ur. 19 stycznia 1983 roku) – piłkarz, pomocnik reprezentacji Liechtenstein oraz klubu FC Schaan. Jego debiut nastąpił w meczu z Austrią w kwietniu 2001 roku.